# Atelopus franciscus
Atelopus franciscus är en groddjursart som beskrevs av Lescure 1974. Atelopus franciscus ingår i släktet Atelopus och familjen paddor. IUCN kategoriserar arten globalt som sårbar. Inga underarter finns listade.

## Bildgalleri

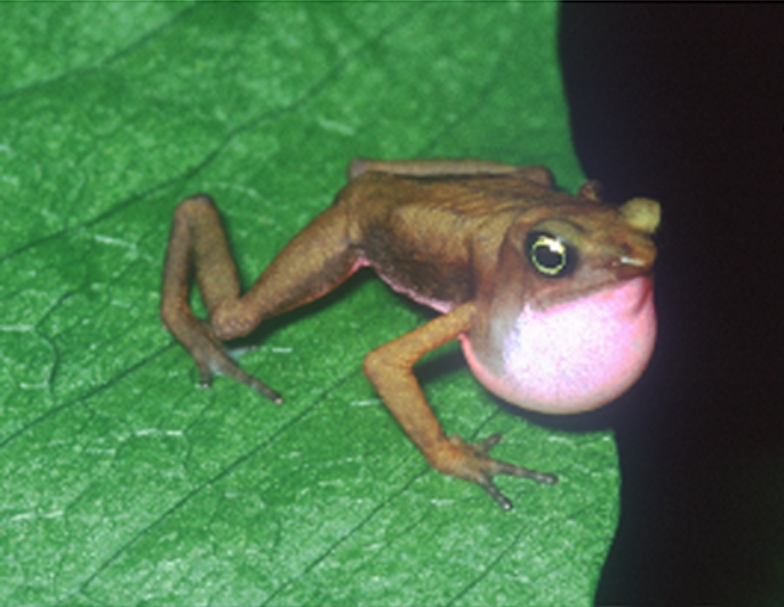